# Stizocera diversispinis
Stizocera diversispinis är en skalbaggsart som beskrevs av Dmytro Zajciw 1962. Stizocera diversispinis ingår i släktet Stizocera och familjen långhorningar. Inga underarter finns listade i Catalogue of Life.